# Дзайбацу
Дзайбацу (на японски: 財閥 – „финансова клика“) е японски термин, отнасящ се за промишлени и финансови, вертикално интегрирани бизнес конгломерати в Японската империя, чието влияние и размер им придават контрол над значителни части от японската икономика от периода Мейджи до края на Втората световна война. Общата структура на всяко дзайбацу включва семейна холдингова компания на върха и банка, която финансира останалите дъщерни компании. Въпреки че дзайбацу играят важна роля в японската икономика от 1860-те години до 1945 г., те търпят най-голям възход след Руско-японската война, Първата световна война и последвалия опит на Япония да покори Източна Азия в Междувоенния период и Втората световна война. След края на Втората световна война, те са разпуснати от съюзническите окупационни власти и са наследени от т. нар. кейрецу (групи от банки, производители, доставчици и дистрибутори). Акциите на компаниите майки са пуснати за продажба, а индивидуалните компании от дзайбацу империите са освободени.

## Значение
Дзайбацу представляват сърцето на икономиката и промишлената дейност в Японската империя, поради което оказват голямо влияние върху националните и външните политики. Така например, политическата партия Риккен Сеиюкай е считана за разширение на групата Мицуй, която има и много здрави връзки в Императорската армия. По сходен начин, Риккен Минсейто е свързана с групата Мицубиши и Императорския военноморски флот. В началото на Втората световна война, големите четири дзайбацу (Мицубиши, Мицуй, Сумитомо и Ясуда) заедно контролират пряко над 30% от японските рудодобивни, химически и металургични промишлености, почти 50% от пазара за машини и оборудване, значителна част от чуждестранния търговски флот и 70% от търговската фондова борса.
Дзайбацу се разглеждат със съмнение, както от десницата, така и от левицата в страната през 1920-те и 1930-те години. Макар светът да е измъчван от глобалната икономическа депресия, дзайбацу просперират благодарение на спекулации с валути, поддържане на ниски разходи за работна ръка и доставки за въоръжените сили. През март 1932 г., обаче, екстремисти убиват бившия финансов министър и ръководител на партията Риккен Минсейто, Джуносуко Иноуе, и директора на групата Мицуй, Дан Такума. Това подтиква дзайбацу да започнат да изчистват публичния си образ чрез благотворителност.